# Platygaster demades
Platygaster demades, vrsta kukca iz porodice Platygastridae, red opnokrilaca (Hymenoptera). Uz vrste Orius majusculus i O. laevigatus smatra se korisnim jer je prirodni predator štetočina iz roda Dasineura, Dasineura tetensi (smotavac ribizle, kukac iz reda Diptera) koji napada crvenu i crnu ribizlu i Dasineura mali, koji napada jabuku.